# Pomatorhin à queue courte
Napothera danjoui
Espèce
Synonymes
- Rimator danjoui Robinson & Kloss, 1919 (protonyme)

Statut de conservation UICN

 NT  : Quasi menacé
Le Pomatorhin à queue courte (Napothera danjoui) est une espèce d'oiseaux de la famille des Pellorneidae.
Cet oiseau est très curieux. Il est souvent vu en couple. Il utilise son long bec pour se nourrir de vers et de petits insectes qu'il cherche dans la litière végétale. 

## Répartition et sous-espèces
Selon le la classification de référence du Congrès ornithologique international (15.1, 2025) il se répartit en deux sous-espèces :
- N. d. parvirostris (Delacour, 1927) — col de Hải Vân ;
- N. d. danjoui (Robinson & Kloss, 1919) — plateau du Lang Bian (en).